# Citroën Traction Avant
Citroën Traction Avant — один з перших серійних передньоприводних автомобілів у світі, що випускався французьким автовиробником Citroën з 1934 по 1957 роки. (Іноді помилково вважається першим у світі серійним передньопривідним автомобілем, проте в 1929-1932 роках в США вже випускався передньоприводний автомобіль Cord L-29, а в Німеччині з 1931 року — DKW F1).
Було виготовлено близько 760 000 автомобілів.
Traction Avant був спроєктований André Lefèbvre і Фламініо Бертоні в кінці 1933 - початку 1934 років. Автомобіль був одним з найбільш успішних з переднім приводом у 1940-х роках.

## Двигуни
- 1.3 / 1.5 / 1.6 / 1.9 L I4
- 2.9 L I6